# IBM 시스템/370
| IBM 메인프레임의 역사 (1952년~현재) | IBM 메인프레임의 역사 (1952년~현재) |
| 출시 제품                           | 구조                                |
| ----------------------------------- | ----------------------------------- |
| 700/7000 시리즈                     | 다양함                              |
| 시스템/360                          | 시스템/360                          |
| 시스템/370                          | 시스템/370                          |
| 시스템/370                          | S/370-XA                            |
| 시스템/370                          | ESA/370                             |
| 시스템/390                          | ESA/390 (ARCHLVL 1)                 |
| z시리즈 900, 800, 990, 890          | z/아키텍처 (ARCHLVL 2)              |
| 시스템 z9                           | z/아키텍처 (ARCHLVL 2)              |
| 시스템 z10                          | z/아키텍처 ARCHLVL 3                |
| z엔터프라이즈 시스템                | z/아키텍처 ARCHLVL 3                |
| v • d • e • h                       |                                     |

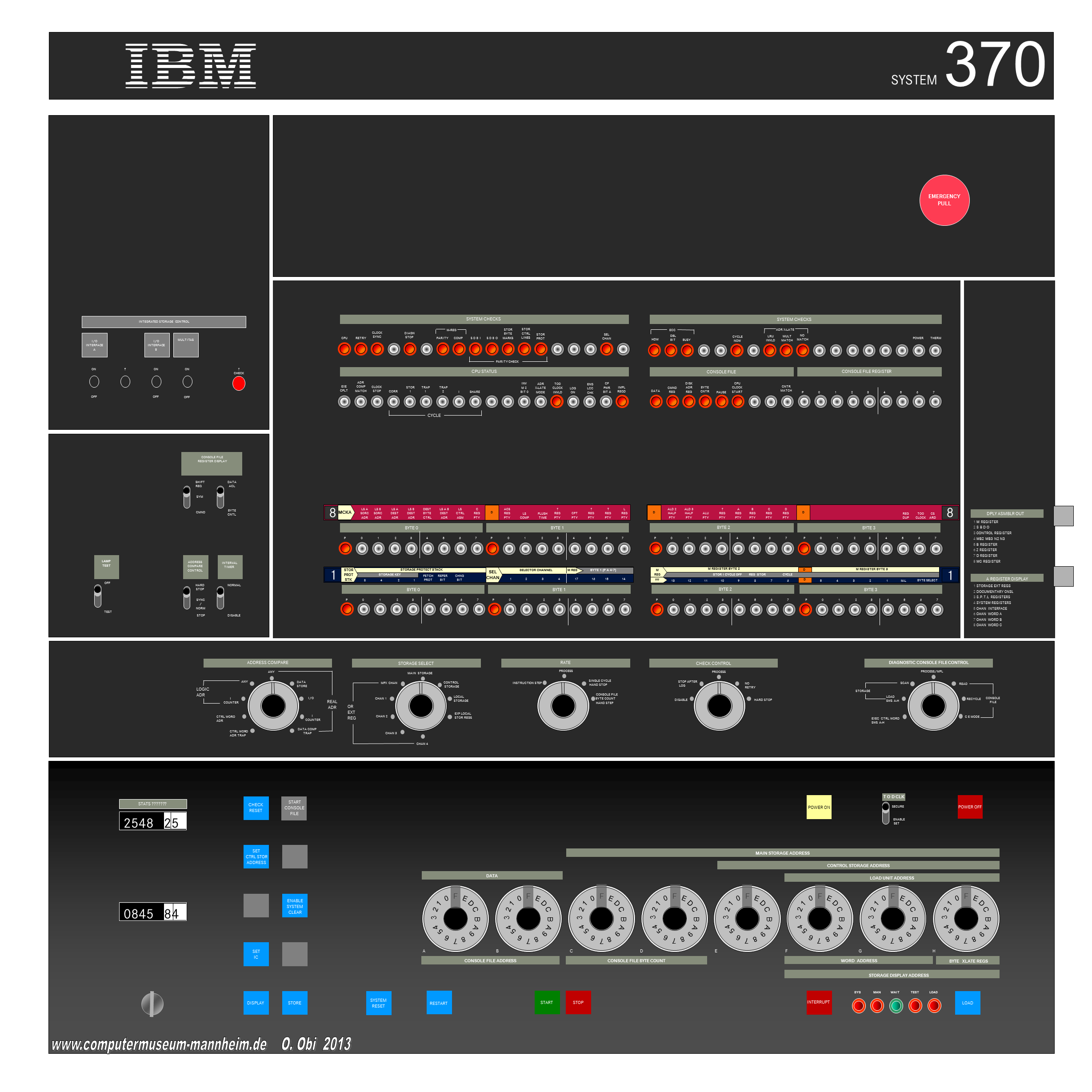
시스템/370-145 시스템 콘솔

IBM 시스템/370(IBM System/370, S/370)은 1970년 6월 30일 발표된 IBM 메인프레임 모델로서, 시스템/360 계열의 뒤를 잇는다. 이 시리즈는 S/360과 하위 호환성을 유지함으로써 고객들이 마이그레이션을 쉽게 할 수 있게 도와준다. S/360과 비교하여 S/370 모델은 다음의 개선을 포함한다:
- 표준 듀얼 프로세서 기능
- 자기 코어 대신 집적 회로 기반의 모놀리식 메인 메모리[1]
- 370/145 상의 새로운 마이크로코드 플로피 디스크를 통한 완전한 가상 메모리[2], 370/155와 370/165 상의 DAT 박스를 포함하는 하드웨어 업그레이드. (이들은 1972년까지 발표되지 않았음)
- 모든 모델에 대한 128비트 부동소수점 산술 기능[NB 1]

## 시리즈 및 모델
| 최초 연도 | 아키텍처              | 마켓 레벨   | 시리즈         | 모델             |
| --------- | --------------------- | ----------- | -------------- | ---------------- |
| 1970      | 시스템/370 (DAT 없음) | 하이엔드    | 시스템/370-xxx | -155, -165, -195 |
| 1970      | 시스템/370 (DAT)      | 미드레인지  | 시스템/370-xxx | -145, -135       |
| 1972      | 시스템/370            | 하이엔드    | 시스템/370-xxx | -158, -168       |
| 1972      | 시스템/370            | 엔트리      | 시스템/370-xxx | -115, -125       |
| 1972      | 시스템/370            | 미드레인지  | 시스템/370-xxx | -138, -148       |
| 1977      | 시스템/370 호환       | 하이엔드    | 303x           | 3031, 3032, 3033 |
| 1979      | 시스템/370 호환       | 엔트리/미드 | 43xx           | 4331, 4341, 4361 |
| 1980      | 시스템/370 호환       | 하이엔드    | 308x           | 3081, 3083, 3084 |
| 1981      | 시스템/370-XA         | 하이엔드    | 308x           | 3081, 3083, 3084 |
| 1983      | 시스템/370-XA         | 미드레인지  | 4381           | 4381             |
| 1986      | 시스템/370-XA         | 하이엔드    | 3090           | -120 ~ -600      |
| 1986      | 시스템/370 호환       | 엔트리      | 937x           | 9370, ...        |
| 1988      | ESA/370               | 하이엔드    | ES/3090        | ES/3090          |
| 1988      | ESA/370               | 미드레인지  | ES/4381        | -90, -91, -92    |

## 같이 보기
- IBM 시스템/360
- IBM ESA/390
- IBM 시스템 z

## 참조
1. 1 2  “System/370 Model 145”. 《IBM Data Processing Division press release》. IBM. 1970년 9월 23일. 2009년 10월 21일에 확인함.
2. ↑  IBM. 《IBM Maintenance Library 3145 Processing Unit Theory - Maintenance》. CPU 117–129쪽. SY24-3581-2.
3. ↑  “IBM timeline of S/370 series”. with surprising term 'System/370-compatible' for the 3xxx and 4xxx series
4. ↑  “IBM 9370 announcement letter”. to explain why the 9370 is categorized as a System/370 compatible system